# Ateius Praetextatus
Lucius Ateius Praetextatus ou Ateius Philologus (en grec : Ἀτήϊος), né à Athènes en 105 et mort en 30 av. J.-C., est un affranchi, écrivain, enseignant et philologue romain, pratiquant le grec comme le latin.
Il est qualifié alternativement, chez les auteurs anciens, de grammairien, de rhéteur, de conseil ou de maître. Comme Ératosthène avant lui et signe de sa grande notoriété, il s'attribua le titre de philologue, alors équivalent à érudit, ayant des « connaissances nombreuses et variées ».

## Éléments biographiques
Ateius est capturé en 86 av. J.-C., lors de la prise d'Athènes, puis affranchi. Selon Elizabeth Rawson, son maître était peut-être le centurion Μάρκον Ἀτήϊον (Marcus Ateius ?), premier à passer le mur de la ville et cité par Plutarque dans la Vie de Sylla. 
Élève d'Antonius Gnipho, puis de Laelius Hermas (ou Hermes), il fonde ensuite une école qui lui apportera la célébrité dans les années 60 av. J.-C.

## Œuvre
Il serait l'auteur de huit cents livres, tous perdus sauf quelques fragments. Son Breviarium rerum omnium Romanarum (sorte d'abrégé de l'histoire de Rome) aurait été rédigé pour aider son protecteur, Salluste, dans son activité d'historien. De même, il aurait composé un essai sur les règles de l'art d'écrire (antiqua verba et figuras), pour Asinius Pollio, un autre de ses patrons. 
Festus, à la fin du IIe siècle ap. J.‑C., a fait l'éloge de son Liber glossematorum (ou Glossematorum libri), un glossaire de mots rares ou obsolètes en latin, peut-être déjà évoqué dans Varron au Ier siècle av. J.-C.

## Postérité
Suétone, vers l'an 113 ap. J.‑C., en fait la biographie dans son De grammaticis et rhetoribus (Grammairiens Illustres, X).
Hermann Graff en 1861, Georg Goetz en 1896 puis Gino Funaioli en 1907, ont recensé les mentions des œuvres d'Ateius, ainsi que les témoignages où il est cité, dans les sources antiques.